# Kostel svatého Jakuba Staršího (Nosislav)
Kostel svatého Jakuba Staršího je římskokatolický chrám v městysu Nosislav v okrese Brno-venkov. Je chráněn jako kulturní památka České republiky.

## Historie
Počátky nosislavského kostela lze datovat do období kolem roku 1300, poprvé je zmiňován v roce 1345. Na přelomu 13. a 14. století zde vznikl malý jednolodní kostelík, k němuž byla ve druhé polovině 15. století přistavěna mohutná věž a zároveň byl chrám opevněn kamennou hradbou s baštou. Po roce 1667 byl po požáru zrekonstruován, bylo postaveno zděné zvonicové patro věže (původní dřevěné shořelo). Někdy v pozdější době došlo k zásadní barokní přestavbě kostela, bylo zbořeno původní kněžiště a k původní lodi a věži byl přistavěna nová loď s presbytářem. V původní lodi byla ve druhé polovině 18. století vybudována hudební kruchta, v těže době vznikla i předsíň v západním průčelí. V roce 1857 byla postavena sakristie.
V opevněném areálu kolem kostela se nachází hřbitov.
Je farním kostelem nosislavské farnosti.